# Aymane Majid
Aymane Majid (en arabe : أيمن مجيد), né le 4 février 1995 à Casablanca, est un footballeur marocain. Il évolue au poste de gardien de but au sein du club du MAS de Fès.

## Biographie

### En club
Ayant effectué sa formation à l'Académie Mohammed VI, il fait ses débuts professionnels avec le Fath Union Sport en 2014 et dispute quatre matchs de Botola Pro en tant que gardien numéro deux.
Avec le FUS de Rabat, il dispute un total de 22 matchs en première division marocaine. Il participe à la Ligue des champions d'Afrique en 2017. Il atteint les demi-finales de cette compétition, en étant battu par le club congolais du TP Mazembe.
Le 3 août 2018, il signe un contrat de trois ans au FAR de Rabat. Disputant dix matchs de championnat lors de la saison 2018/2019, il passe deux saisons sur le banc lors des deux saisons qui suivent. À une demi-année de fin de contrat, il est prêté au Raja de Béni Mellal en D2 marocaine.
Le 30 octobre 2020, il signe dans le club promu du MAS de Fès.

### En sélection
Le 28 août 2014, il est sélectionné par Abdellah El Idrissi pour un stage d'entraînement avec l'équipe du Maroc -20 ans au Centre sportif de Maâmora à Salé, comptant pour les préparations au tournoi international du Qatar, à laquelle il prend part,.
Le 11 août 2019, il est convoqué pour un stage de préparation du CHAN 2020 avec l'équipe du Maroc A', sous les ordres d'Houcine Ammouta. Le Maroc affronte par deux fois l'équipe d'Algérie A'.

## Vie privée
Aymane Majid est le petit frère du gardien Mokhtar Majid.